# Negaraku
Negaraku (Jawi نݢاراکو) ist die Nationalhymne von Malaysia. Sie wurde 1957 gewählt, zur Zeit der Föderation Malaya, als das Land die Unabhängigkeit von Großbritannien erlangte. Der Titel bedeutet auf Malaiisch „Mein Land“. Die Melodie stammt von dem Ende des 19. Jahrhunderts beliebten Volkslied Terang Bulan („Mondschein“), das vermutlich 1902 erstmals als Nationalhymne des Sultanats Perak verwendet wurde.
Sultan Abdullah von Perak, der 1877 bis 1894 im Exil auf den Seychellen lebte, hörte dort das Lied La Rosalie des französischen Lyrikers Pierre-Jean de Béranger (1780–1857) und brachte die Melodie des französischen Liedes, aus dem Terang Bulan wurde, bei seiner Rückkehr auf die Malaiische Halbinsel mit.

## Text

### Malaiisch
| Rumi (offiziell) | Jawi | IPA-Transkription |
| --- | --- | --- |
| Negaraku, Tanah tumpahnya darahku, Rakyat hidup, Bersatu dan maju! 𝄆 Rahmat bahagia, Tuhan kurniakan, Raja kita, Selamat bertakhta! 𝄇 | نڬاراكو تانه تومڤهڽ دارهكو رعيت هيدوڤ برساتو دان ماجو 𝄇 رحمة بهاڬيا توهن كورنياكن راج كيت سلامت برتختا 𝄆 | [negaraku] [tana(h) tumpa(h)ɲa dara(h)ku] [raʔjat̚ hidup̚] [bersatu dan madʒu] 𝄆 [ra(h)mat̚ bahagia] [tuhan kurniakan] [radʒa kita] [selamat̚ bertaxta] 𝄇 |

### Deutsche Übersetzung
Mein Land, mein Land, wo mein Blut vergossen wurde;

Die Menschen leben einig und fortschrittlich

Möge (uns) Gott Segen und Glück schenken

(und dass) unser König erfolgreich herrscht.

Möge (uns) Gott Segen und Glück schenken

(und dass) unser König in Frieden herrscht.